# Húnavatn (See)
Der Húnavatn (von isländisch vatn „Wasser“) ist ein See in der Region Norðurland vestra im Norden Islands. Er befindet sich auf dem Gemeindegebiet von Húnabyggð.

## Geografie
Der See befindet sich östlich der Lagune Hóp und südwestlich von Blönduós am Húnafjörður (der zur Bucht Húnaflói gehört), mit dem er über den Húnaós verbunden ist.
Über den Fluss Vatnsdalsá ist der See Húnavatn mit dem See Flóðið verbunden. An der Mündung der Vatnsdalsá liegt die Insel Langhólmi im Húnavatn.
Zwischen der Lagune Hóp und dem Húnavatn befindet sich der Ort Þingeyrar mit der Þingeyrakirkja.
Im Nordosten des Sees mündet der Fluss Laxá á Ásum, vom Laxárvatn kommend, in den Húnavatn. Etwas weiter westlich mündet der Torfalækur in den See.

## Verkehr
Zum Ort Þingeyrar führt die Straße 721. Östlich des Sees verläuft der Hringvegur.